# Josef Stoitzner

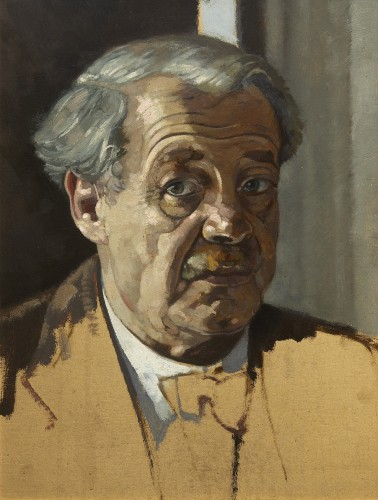
Josef Stoitzner (Selbstporträt)

Josef Stoitzner (* Februar 1884 in Wien; † 6. Juli 1951 in Bramberg im Pinzgau, Land Salzburg) war ein österreichischer Maler und Grafiker.

## Leben
Der Spross einer Künstlerfamilie (sein Vater war der angesehene Landschaftsmaler Konstantin Stoitzner) studierte bei Anton von Kenner an der Wiener Kunstgewerbeschule Grafik und besuchte 1906 bis 1908 die Akademie der bildenden Künste in Wien bei Franz Rumpler.
Ab 1905 war Stoitzner als Kunsterzieher tätig. 1916 bis 1919 lehrte er in Nachfolge von Tina Blau Landschaftsmalerei an der Wiener Frauenakademie, ab 1922 war er Fachinspektor für Mittelschulen, 1932 bis 1934 auch Lehrbeauftragter an der Akademie der bildenden Künste in Wien. Stoitzner war Mitglied der Wiener Secession (ab 1909) und des Wiener Künstlerhauses (ab 1939). Er malte Landschaften, Stillleben, Interieurs und arbeitete auch grafisch (Lithografie und Farbholzschnitt).
Stoitzner war von 1938 bis 1943 auf allen Großen Deutschen Kunstausstellungen in München vertreten.
Josef Stoitzner blieb zeitlebens dem Stimmungsimpressionismus verpflichtet, sehr charakteristisch sind seine früh- oder spätwinterlichen Landschaften, in denen präzise ausgeführtes Geäst kahler Bäume der weichen Helligkeit von Schneeflecken und eines klaren Abendhimmels kontrastiert. Arbeiten Stoitzners besitzen unter anderem die Österreichische Galerie Belvedere und das Wien Museum.

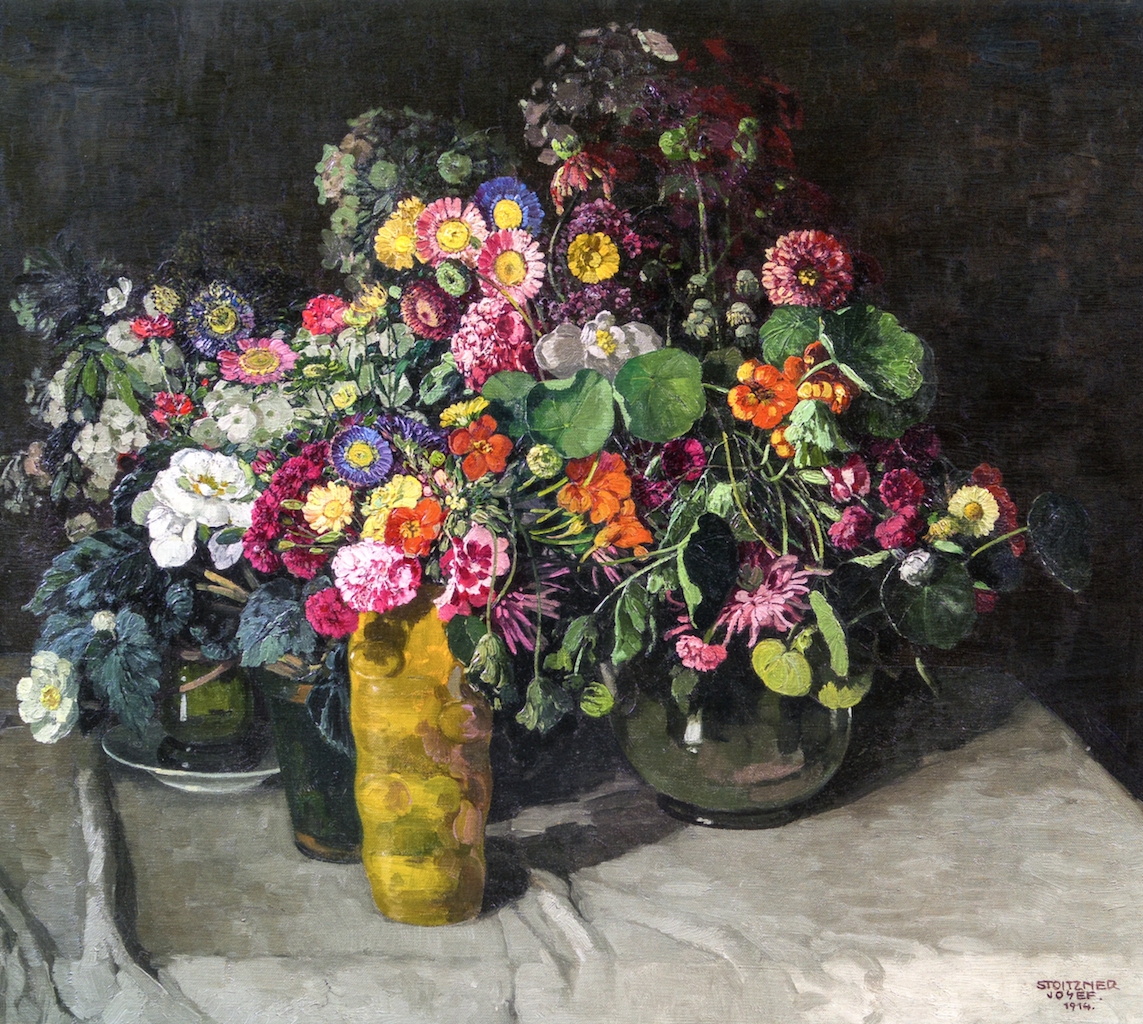
Blumenstillleben (1914)
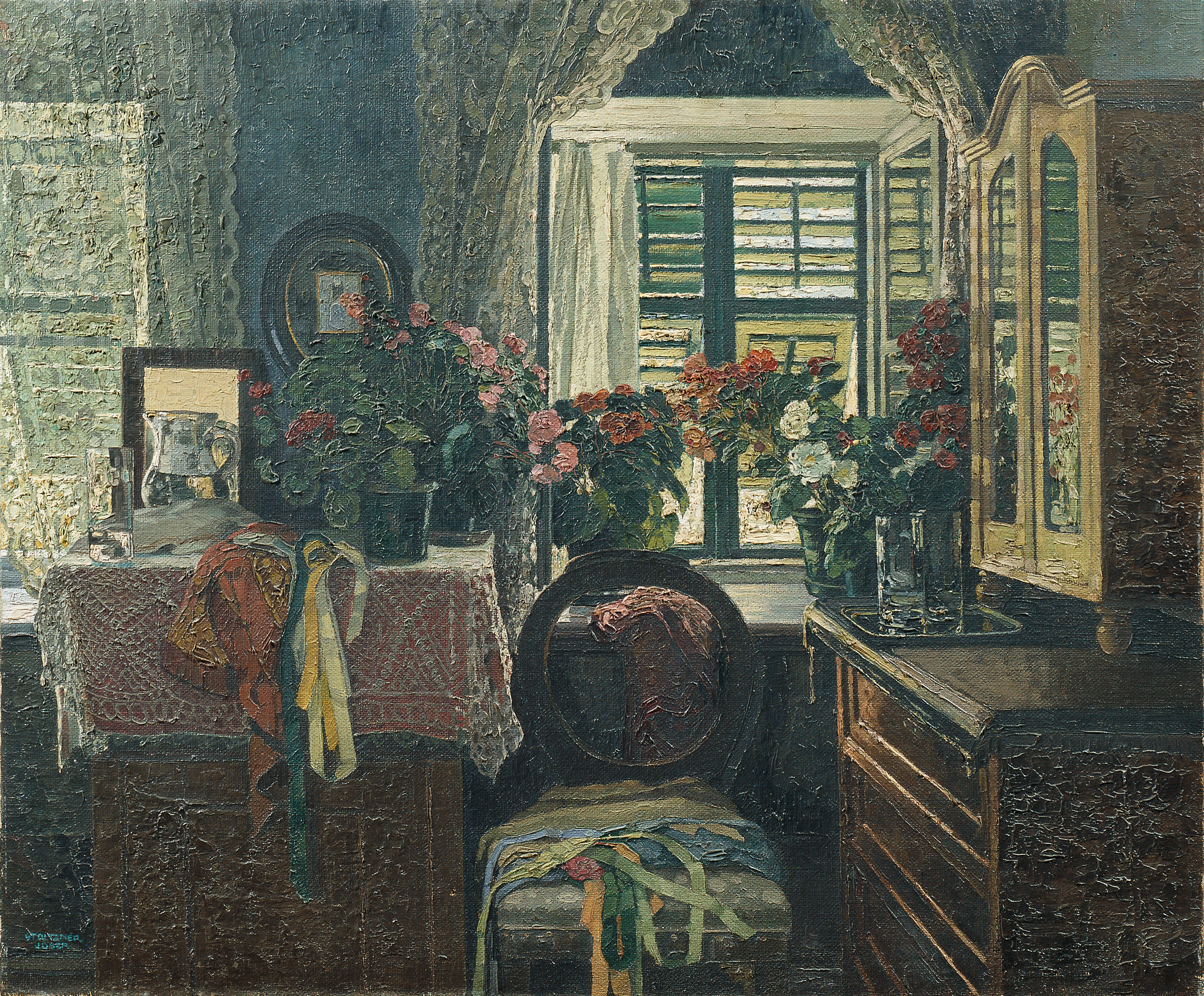
Interiör
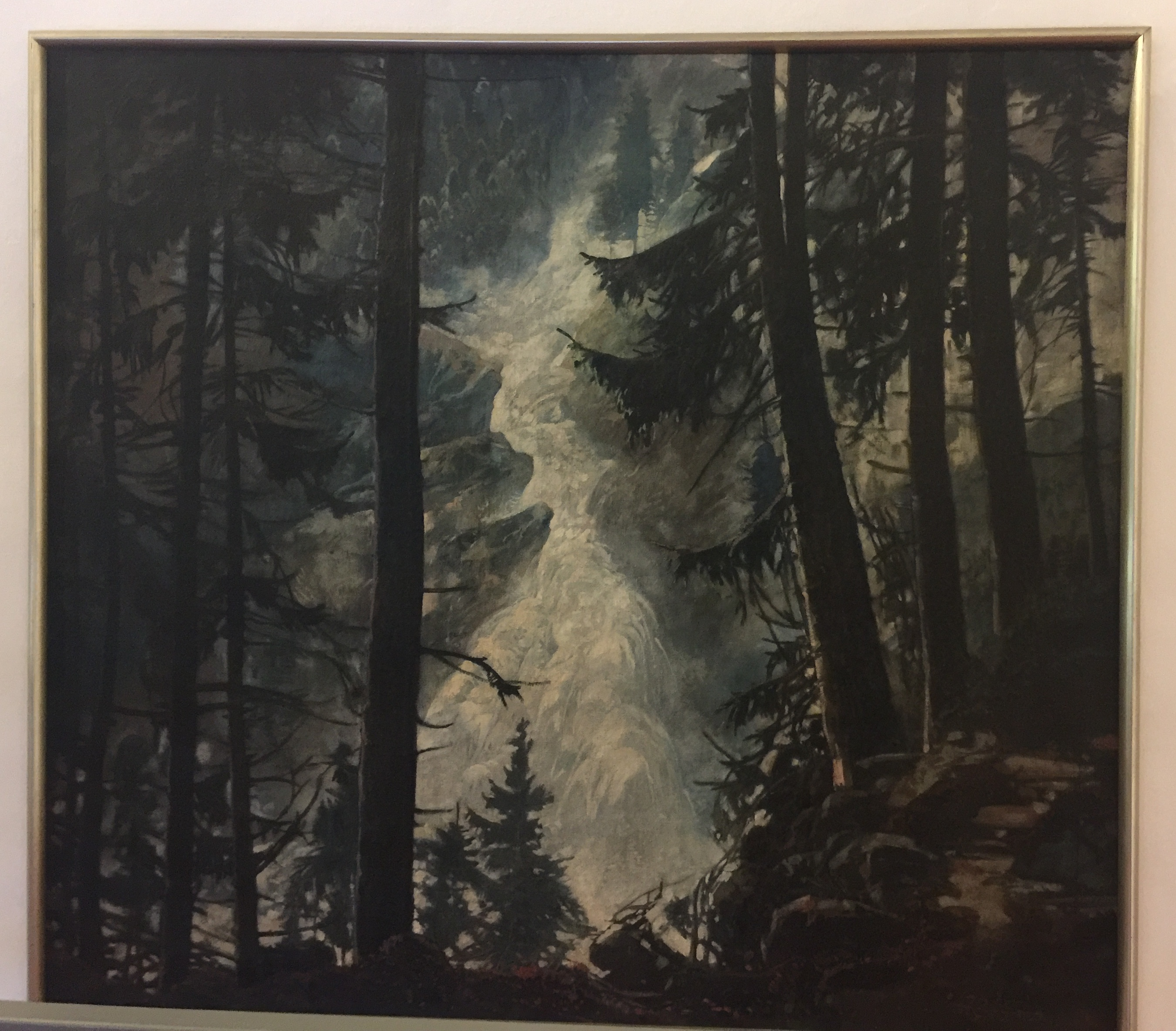
Krimml Waterfall
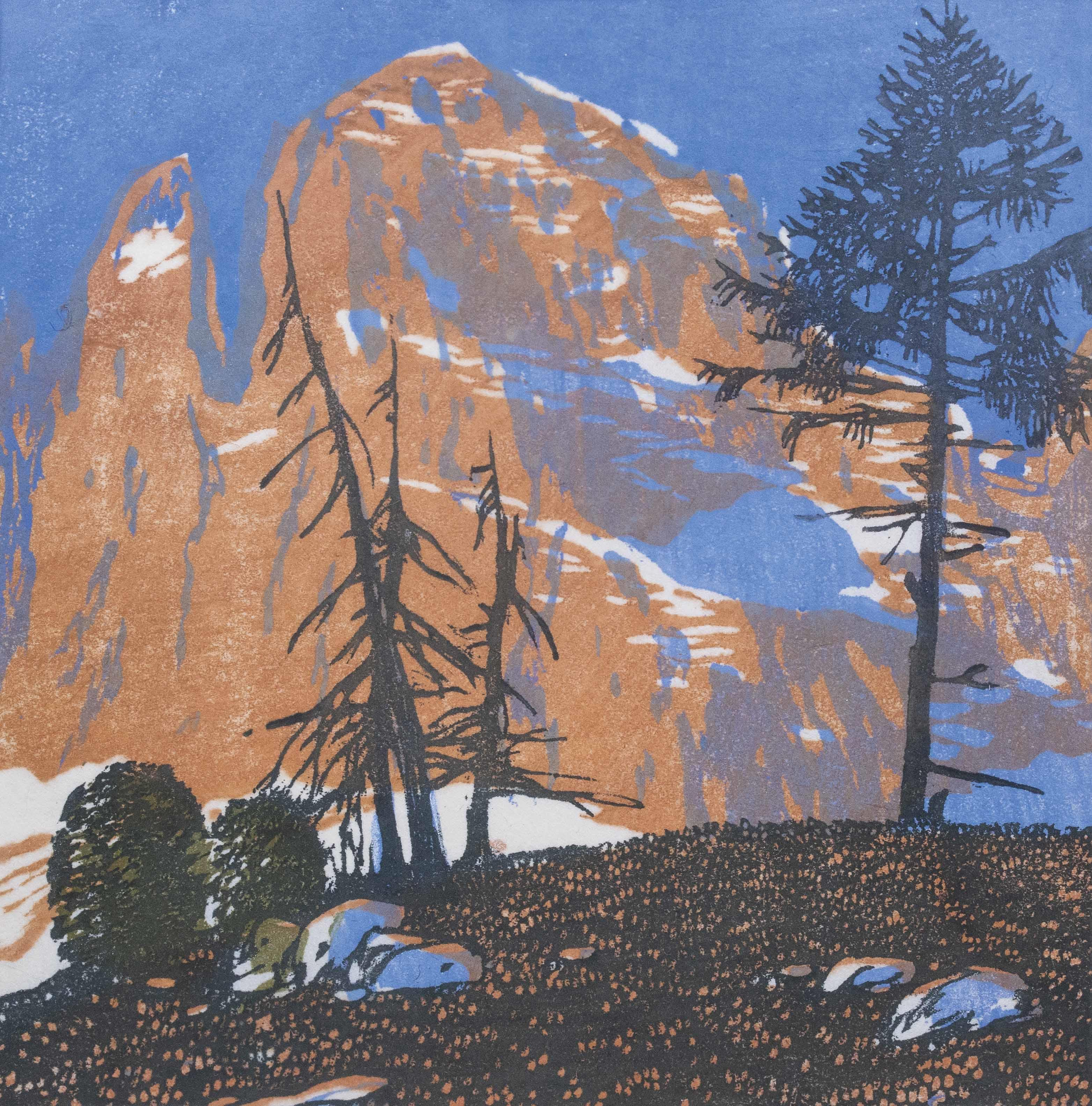
Dolomiten im Frühling
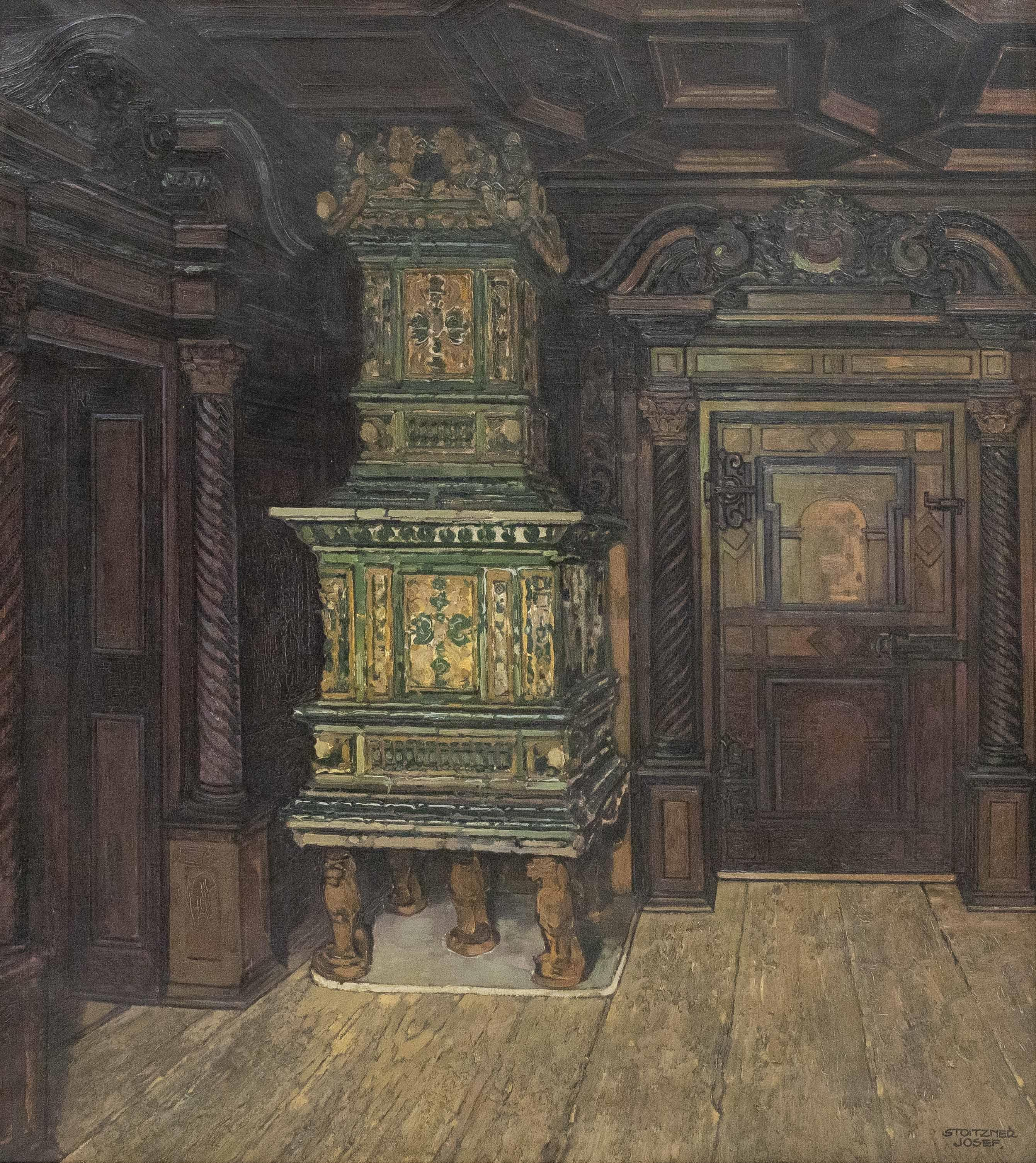
Fürstenzimmer mit Kachelofen im Weyerhof
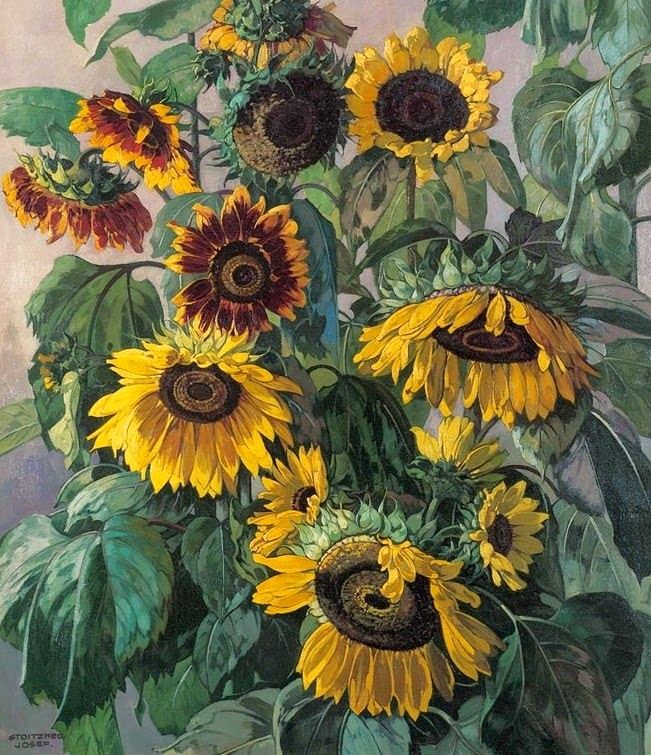
Sonnenblumen